# Biblioteca nazionale di esperanto
La Biblioteca nazionale di esperanto, o Biblioteca esperantista italiana, è una biblioteca italiana riservata ad opere letterarie in esperanto o relative a tale lingua; ha sede a Massa, in Toscana, presso l'Archivio di Stato.
Fondata nel 1972, è una delle più importanti biblioteche di esperanto al mondo per numero di volumi ospitati. Curata dalla Federazione esperantista italiana, è oggi un'istituzione pubblica, facente capo all'Archivio di Stato di Massa ed inserita nella Rete provinciale delle biblioteche di Massa (REPROBI).
Nella sua nuova collocazione interna all'Archivio di Stato, è stata inaugurata e presentata al pubblico il 25 ottobre 2008 con un convegno dal titolo Dall'Esperanto storico al multimediale, ospitato nella sala della Resistenza del Palazzo Ducale di Massa.

## Storia
L'idea di una biblioteca nazionale italiana che raccogliesse le opere letterarie in lingua esperanto fu inizialmente proposta dal professor Mario Dazzini (Pietrasanta, 1910 – Massa, 1985) e dalla sorella Catina Dazzini, già a partire dagli anni 1950.
La raccolta vera e propria ebbe inizio nel 1972, allorquando Mario Dazzini ricevette un raro testo (la prima grammatica di lingua esperanto pubblicata in Italia, ad opera del cremasco Daniele Marignoni) in dono da parte del linguista Bruno Migliorini e del fratello geografo Elio Migliorini.
Del nucleo costitutivo della raccolta facevano parte, oltre ad altri testi forniti dai Migliorini, i volumi donati dall'avvocato Boscarino di Ragusa, da Corrado Grazzini, da Luigi Minnaja e da altri esperantisti italiani.
La biblioteca ebbe sede dapprima nel castello Malaspina, sulle alture della cittadina massese, per poi essere trasferita – più comodamente – nei locali dell'Archivio di Stato di Massa.
Nel marzo 1994 la Biblioteca e l'archivio annesso vennero donati allo Stato e all'amministrazione archivistica del Ministero per i beni culturali e ambientali.
Il Gruppo esperantista massese "Mario Dazzini" ha iniziato dal gennaio 2007 l'inventariazione e catalogazione dei libri. Il processo di recupero e catalogazione delle opere contenute nella biblioteca è stato promosso e finanziato dalla provincia di Massa-Carrara, insieme alla Regione Toscana e in accordo con l'Archivio di Stato di Massa.

## La raccolta libraria
La biblioteca è specializzata in opere scritte in esperanto o relative alla lingua; sono presenti, in particolare, i campi della linguistica, della letteratura, della teologia e della politica. In tali materie ha raccolto finora circa ottomila volumi.
Sono inoltre presenti 176 testate di periodici, non ancora catalogate, nonché altri documenti quali corrispondenze, diari di viaggio, immagini fotografiche e vinili.
Circa la metà del patrimonio librario presente consiste in traduzioni di opere di prosa e di poesia di ogni parte del mondo, di tutte le materie.